# Nelima globulifer
Nelima globulifer is een hooiwagen uit de familie Sclerosomatidae.